# Institutul „Notre Dame de Sion” din Galați
Institutul „Notre Dame de Sion” din Galați a fost o instituție de învățământ de la sfârșitul secolului XIX, astăzi monument istoric înscris pe lista monumentelor istorice ediția 2015, codul  GL-II-m-B-03034, ce adăpostește mai multe facultăți ale Universității „Dunărea de Jos" (Facultatea de Inginerie, Facultatea de Arhitectură Navală, Facultatea de Litere, Facultatea de Științe Juridice, Sociale și Politice, Facultatea de Istorie, Filosofie și Teologie).

## Istoric
Institutul a fost înființat la data de 24 octombrie 1867 de către Congregația călugărițelor catolice „Nôtre-Dame-de-Sion”, venite imediat după Războiul Crimeii. Primele surori ale Institutului din Galați au venit însoțite de sora Jean Baptiste Lagarmitte, în calitate de superioară, pentru ca în 1870 să activeze deja aici un număr de 12 surori iar în 1881 numărul acestora să ajungă la 50. Institutul cuprindea patru diviziuni: internatul, destinat educației fiicelor din înalta societate; semiinternatul, pentru clasa de mijloc; externatul, pentru treapta de jos a poporului; și școala de lucru, unde fetele sărace primesc gratuit învățătură și întreținere. Internatul avea două secții: secția primară, cu cinci clase, din care una pregătitoare, și secția secundară, cu șase clase, din care una intermediară, patru secundare și una superioară. Semiinternatul avea aceeași structură, iar externatul numai cursul primar. Internatul și externatul aveau un curs cu program oficial pentru românce și altul cu program special pentru fetele de naționalitate străină.
În aceeași perioadă (1866) a fost înființat Institutul „Notre Dame de Sion” din Iași (astăzi, sediul Filarmonicii „Moldova” din Iași), iar în 1898 Liceul „Notre Dame de Sion” din București.
În anul 1869 s-a mai adăugat o școală confesională gratuită și un orfelinat intern, gratuit. La începutul anului 1870 institutul avea 40 de eleve, iar șapte ani mai târziu numărul lor a crescut la 200 de eleve. În anul 1887 i se mai adaugă un externat de grad secundar. În 1889/90 numărul elevelor a ajuns la 481, atât din România cât și din străinătate, de diferite confesiuni și naționalități. Corpul didactic și administrativ s-a mărit de la 18 călugărițe în anul 1877, la 63 de persoane în anul 1890. Între anii 1895-1898 profesor de română și latină a fost Ioan Cetățianu, director pensionar al Liceului „Vasile Alecsandri” din Galați.
Institutul „Notre Dame de Sion“ era una din cele mai căutate școli catolice din Vechiul Regat. Cererea cu numărul 11048 din 19 mai 1899, înaintată Serviciului Technic al Comunei Galați și autorizată 5 zile mai târziu, prin care Maria Lagarmitte, proprietară a imobilelor Internatului „Notre Dame de Sion”, dorea să dărâme o parte din construcțiile vechi aflate pe partea cu strada Domnească, menționa că zidăria noii clădiri urma să fie executată din var și nisip, iar acoperișul din tablă.
În anii primului război mondial Institutul a adăpostit Spitalul militar temporar nr. 113, cu o capacitate de 200 de paturi.
În anii 1935-1936 Institutul „Notre Dame de Sion“ funcționa cu un curs liceal complet cu opt clase, având ambele secții, literară și științifică, cu două cursuri primare, secția A și B, toate trei cu drept de publicitate din anul 1929.
În 1944, când orașul Galați a fost bombardat, a fost atinsă și clădirea Institutului, care a ars aproape în întregime. Aceasta a fost naționalizată și refăcută după război, în anii 1950-1953, prin muncă patriotică, fără a se mai respecta planurile inițiale. După 1953, clădirea a găzduit Institutul Mecano-Naval, înființat în 1951, devenit ulterior Institutul Tehnic, la care s-a adăugat în 1953 Piscicultura, iar în 1955 Industria Alimentară, instituția devenind astfel Institut Politehnic.
Din cauza infiltrărilor de apă freatică și a vechimii clădirii, care a trecut prin mai multe cutremure, rezistența a scăzut periculos. Practic, întreaga construcție se afunda în stratul de loess, ceea ce a condus la dezafectarea ei până în 2007/2008 când s-a terminat reparația.
Clădirea, situată pe str. Domnească la nr. 111 (număr vechi 151/157) și realizată în stil neoclasic, se întinde pe un teritoriu cuprins între străzile Domnească, Vultur, Zimbrului și Beldiman.
Unul dintre puținele lucruri care mai amintesc de vechiul Institut „Notre Dame de Sion” este fântâna arteziană din curtea clădirii, care îmbină elementele de neoclasicism cu art nouveau. De asemenea, în fața clădirii se află trei busturi ale unor personalități care și-au legat numele de orașul Galați: Anghel Saligny, Mihail Kogălniceanu și Lascăr Catargiu.

## Absolvente
Printre absolventele acestei instituții de învățământ se numără și Natalia Leonida, fiica intelectualilor Anastase Leonida și Matilda Gill, și sora unor cunoscute personalități precum: Elisa Leonida Zamfirescu, Dimitrie Leonida, Gheorghe Leonida și Adela Leonida Paul (medic oftalmolog al Casei Regale, directoare a spitalului „Vatra Luminoasa”). A urmat cursurile liceale în limba franceză la Institutul „Notre Dame de Sion” din Galați și pe cele universitare la Facultatea de Litere de la Sorbona devenind o talentată pianistă și directoarea Liceului externat de fete nr. 1 din București.